# Bitche
Bitche település Franciaországban, Moselle megyében. Lakosainak száma 4899 fő (2022. január 1.). Bitche Éguelshardt, Hanviller, Haspelschiedt, Hottviller, Lemberg, Mouterhouse, Reyersviller, Roppeviller, Schorbach és Sturzelbronn községekkel határos.

## Népesség
A település népességének változása:
| Lakosok száma | 5004 | 5648 | 5517 | 5607 | 5225 | 5228 | 5098 | 4951 | 4955 | 4899 |
|               | 1968 | 1982 | 1990 | 2006 | 2013 | 2015 | 2017 | 2019 | 2020 | 2022 |